# Mason Crosby
Mason Walker Crosby (3 de setembro de 1984, Lubbock, Texas) é jogador aposentado de futebol americano que jogava como placekicker na National Football League. Ele foi selecionado pelo Green Bay Packers na sexta rodada do draft de 2007 e defendeu o time por quinze anos. Jogou futebol americano universitário pela Universidade do Colorado em Boulder antes de entrar para a NFL.